# Sebastián Lelio
Sebastián Lelio (Mendoza, 8 maart 1974) is een Chileens filmregisseur. Hij ontving lovende kritieken voor de films Gloria  (2013) en Una mujer fantástica (2017), waarvan laatstgenoemde een Oscar voor beste niet-Engelstalige film won.

## Filmografie
| Filmografie - speelfilms |                      |
| Jaar                     | Titel                |
| 2002                     | Fragmentos urbanos   |
| 2006                     | La sagrada familia   |
| 2009                     | Navidad              |
| 2011                     | El Año del Tigre     |
| 2013                     | Gloria               |
| 2017                     | Una mujer fantástica |
| 2017                     | Disobedience         |
| 2018                     | Gloria Bell          |

| Filmografie - korte films |                      |
| Jaar                      | Titel                |
| 1995                      | 4                    |
| 1996                      | Cuatro               |
| 2000                      | Smog                 |
| 2002                      | Ciudad de maravillas |
| 2003                      | Carga vital          |